# 박한이
박한이(朴漢伊, 1979년 1월 28일 ~ )는 전 KBO 리그 삼성 라이온즈의 외야수, 지명타자이자, 현 KBO 리그 삼성 라이온즈의 잔류군 야수코치이다.

## 선수 시절

### 삼성 라이온즈시절
2001년에 입단하였다. 큰 체구 때문에 2009년 시즌 후 당시 감독이었던 선동열이 체중을 90kg까지 감량하라는 지시를 내렸다. 데뷔 이래 매년 100경기 이상 꾸준히 출전했지만 골든 글러브 이외에는 상복이 없었으나 2013년 한국시리즈에서 맹활약해 데뷔 후 첫 한국시리즈 MVP를 수상했다. 2009년 시즌 후 첫 FA 자격을 얻었으나 예상 외로 높은 평가를 받지 못해 2년 총액 10억원에 잔류했고, 2013년 한국시리즈의 맹활약 및 데뷔 후 세 자릿수 경기 이상 출장 및 연속 세 자릿수 안타를 기록하는 꾸준함을 보여 2013년 시즌 후 4년 총액 28억원의 조건에 잔류했다. 2014년 8월 1일에 14년 연속 세 자릿수 안타를 기록했다. 2016년에 팀의 새 주장이 됐고, 무릎 부상으로 약 한 달간 쉬었다. 2016년 10월 4일 LG 트윈스와의 경기에서 역대 두 번째 16년 연속 세 자릿수 안타이자 양준혁의 16년 연속 세 자리수 안타 기록과 타이를 기록했다. 2016년 시즌 후 김상수에게 주장 자리를 넘겨줬다. 2019년 5월 27일에 음주 운전으로 인해 은퇴를 선언했다.(통산 20시즌까지 뛰었더라도 만 41세로 자격정지 되었다.)

## 야구선수 은퇴 후
2021년부터 삼성 라이온즈의 육성군 야수코치로 활동했다.
2022년에는 2군 타격코치로 시즌을 시작했으나 팀 타격이 부진하자 김종훈을 대신해 8월 말에 1군으로 올라왔다.
2023년에 타격코치로 시즌을 시작했으나 타격 부진으로 다치바나 요시이에에게 보직을 넘기고 2군으로 내려갔다.

## 별명
- 큰 엉덩이 때문에 당시 감독이었던 류중일로부터 '하마'라고 불렸다.
- 이름을 그대로 읽은 발음인 '바카닉'이라고 불린다.
- 타석에서의 특이한 루틴 동작으로 인한 '버퍼링 박'[3], '킁킁신', '킁킁이'라고 불린다.
- 배우자 조명진의 극중 이름을 딴 '무덕이'라고 불린다.
- 2013년 시즌 후 몇몇 FA 대박을 터트린 이들과는 달리 생각보다 적은 금액에 잔류한 그를 보고 '착한이'라고 불렸다.[4]

## 수상
- 1998년 방콕 아시안 게임 금메달

## 루틴
- "루틴(Routine)"이란 운동 선수들이 무의식적으로 반복하는 습관적인 준비 자세를 말하는데, 그의 루틴은 그 독특함과 시간이 오래 걸리는 것으로 유명하다.[5] 그의 루틴 순서는 다음과 같다.[6] 두 차례 정도 타석에서 제자리 뛰기 → 배팅 장갑을 다시 고쳐 붙임 → 타격 위치에 두 발을 고정시킴 → 헬멧을 벗고 얼굴에 갖다 댐 → 이마부터 머리를 헬멧으로 쓸어넘김 → 방망이로 금을 그으며 왼손으로 왼쪽 허벅지를 툭 침 → 스윙 1회
- 2010년부터 적용된 '12초룰' 때문에 스프링 캠프 때부터 준비 동작을 간소화하려고 노력했다.[7] 시즌 전부터 그는 새로 도입되는 '12초룰'에 가장 많이 피해볼 선수로 예상됐으나 5월까지 타율, 출루율, 장타율에서 1위를 기록했고, 3할대 타율로 시즌을 마쳤다.[8]

## 논란
- 2019년 5월 26일 경기 후 자녀의 아이스 하키 경기에 참석해 저녁 식사를 하며 음주를 했고, 다음 날인 5월 27일에 자녀를 등교시키고 귀가하던 중 대구광역시 수성구 범어동 인근에서 접촉 사고가 났다. 당시 혈중 알코올 농도는 0.065%로 면허 정지 수준으로 측정됐다. 사고 발생 당일 오후에 은퇴를 선언했다.[9]

## 응원가

### 1
안타 안타 안타 안타 헤이 헤이 헤이 박한이!×2

### 2
삼성 박한이 헤이!헤이! 최강 삼성 박한이 헤이!헤이! 안타 안타 박한이 헤이! 안타 박한이 워 워우워어~ (박!한!이!) 삼성 박한이 헤이!헤이! 최강 삼성 박한이~ 꾸준함의 대명사 박한이 워 워우워어~

### 3
박한이 안타 안타 안타 박한이 안타 안타 안타 박한이 안타 박한이 안타 박한이 안타 날려버려라~ 안타! 박한이! 안타! 박한이! ×2

### 4
삼성의 박한이 워어어어~ 박~한~이~ 날!려!버!려! ×2

## 출신 학교
- 초량초등학교
- 부산중학교
- 부산고등학교
- 동국대학교 경영학과

## 통산 기록
| 연도 | 팀명   | 타율  | 경기 | 타수 | 득점 | 안타 | 2루타 | 3루타 | 홈런 | 루타 | 타점 | 도루 | 도실 | 볼넷 | 사구 | 삼진 | 병살 | 실책 |
| ---- | ------ | ----- | ---- | ---- | ---- | ---- | ----- | ----- | ---- | ---- | ---- | ---- | ---- | ---- | ---- | ---- | ---- | ---- |
| 2001 | 삼성   | 0.279 | 130  | 420  | 77   | 117  | 25    | 3     | 13   | 187  | 61   | 17   | 9    | 60   | 12   | 60   | 14   | 2    |
| 2002 | 삼성   | 0.272 | 133  | 504  | 89   | 137  | 24    | 2     | 10   | 195  | 47   | 13   | 12   | 60   | 6    | 79   | 15   | 1    |
| 2003 | 삼성   | 0.322 | 133  | 528  | 113  | 170  | 34    | 1     | 12   | 242  | 59   | 17   | 7    | 63   | 8    | 55   | 7    | 4    |
| 2004 | 삼성   | 0.310 | 132  | 503  | 81   | 156  | 26    | 2     | 16   | 234  | 63   | 13   | 9    | 69   | 5    | 57   | 8    | 2    |
| 2005 | 삼성   | 0.295 | 123  | 471  | 62   | 139  | 21    | 0     | 9    | 187  | 59   | 12   | 10   | 55   | 9    | 51   | 15   | 4    |
| 2006 | 삼성   | 0.285 | 126  | 471  | 89   | 134  | 21    | 2     | 6    | 177  | 43   | 15   | 10   | 80   | 6    | 62   | 11   | 5    |
| 2007 | 삼성   | 0.267 | 123  | 479  | 68   | 128  | 12    | 1     | 2    | 148  | 27   | 10   | 3    | 67   | 4    | 47   | 7    | 6    |
| 2008 | 삼성   | 0.316 | 104  | 370  | 57   | 117  | 17    | 2     | 4    | 150  | 41   | 5    | 6    | 63   | 1    | 37   | 6    | 2    |
| 2009 | 삼성   | 0.311 | 110  | 334  | 48   | 104  | 29    | 2     | 2    | 143  | 36   | 7    | 5    | 50   | 1    | 44   | 7    | 3    |
| 2010 | 삼성   | 0.301 | 128  | 379  | 64   | 114  | 21    | 2     | 11   | 172  | 63   | 5    | 4    | 73   | 3    | 54   | 10   | 1    |
| 2011 | 삼성   | 0.256 | 121  | 429  | 77   | 110  | 19    | 2     | 4    | 145  | 30   | 8    | 2    | 60   | 5    | 88   | 7    | 2    |
| 2012 | 삼성   | 0.304 | 111  | 388  | 61   | 118  | 19    | 4     | 1    | 148  | 51   | 4    | 6    | 58   | 1    | 72   | 8    | 0    |
| 2013 | 삼성   | 0.284 | 112  | 394  | 56   | 112  | 12    | 3     | 6    | 148  | 55   | 4    | 4    | 51   | 1    | 74   | 5    | 1    |
| 2014 | 삼성   | 0.331 | 125  | 472  | 83   | 156  | 22    | 2     | 9    | 209  | 80   | 7    | 6    | 61   | 5    | 74   | 9    | 5    |
| 2015 | 삼성   | 0.300 | 94   | 367  | 62   | 110  | 17    | 4     | 11   | 168  | 52   | 6    | 6    | 53   | 1    | 63   | 11   | 2    |
| 2016 | 삼성   | 0.301 | 110  | 349  | 57   | 105  | 21    | 0     | 14   | 168  | 69   | 1    | 0    | 40   | 2    | 72   | 5    | 0    |
| 2017 | 삼성   | 0.263 | 68   | 118  | 14   | 31   | 9     | 0     | 4    | 52   | 14   | 0    | 0    | 13   | 0    | 33   | 2    | 1    |
| 2018 | 삼성   | 0.284 | 114  | 342  | 47   | 97   | 16    | 0     | 10   | 143  | 43   | 5    | 3    | 43   | 0    | 91   | 9    | 0    |
| 2019 | 삼성   | 0.257 | 30   | 74   | 6    | 19   | 3     | 0     | 2    | 28   | 13   | 0    | 0    | 9    | 0    | 17   | 0    | 1    |
| 통산 | 19시즌 | 0.294 | 2127 | 7392 | 1211 | 2174 | 368   | 32    | 146  | 3044 | 906  | 149  | 102  | 1028 | 70   | 1130 | 156  | 42   |

## 같이 보기
- KBO 리그 개인 통산 최다 안타